# 부동명왕
부동명왕(일본어: 不動明王 후도묘오[*], 산스크리트어: अचलनाथ 아찰라나타)는 불교의 신앙대상이며, 밀교 특유의 존격(尊格)인 명왕 중 일존이다. 대일여래의 화신이기도 하며, 오대명왕의 중심이 되는 명왕이다. 진언종, 천태종, 선종, 일련종 및 일본 불교 각 종파 및 수험도에서 폭넓게 신앙되고 있다. 나머지 오대명왕인 항삼세명왕, 군다리명왕, 대위덕명왕, 금강야차명왕과 함께 안치된다.

## 개요
원명을 아시알라(Acala)라 하며, 힌두교 시바신(Siva神)의 이명(異名)이 그대로 불교에 채택된 것이다. 불교에서는 부동여래사자(不動如來使者)라고도 하여 이 명왕(明王)에게 사자로서의 성격을 주고, 후에는 대일여래(大日如來)의 사자로서 번뇌(煩惱)의 악마를 응징하고 밀교의 행자(行者)를 수호하는 왕으로 간주되었다.
오른손에 검을 쥐고 왼손에는 삭(索)을 쥐었으며, 부릅뜬 눈과 뾰족한 어금니에 윗입술을 깨문 무서운 형상을 한 분노신(忿怒身)으로서 맹염(猛炎)이 있는 것은 악마를 박멸하는 위력을 나타낸 것이다.
한편 그의 몸 모양이 동자형(童子形)을 하고 있는 것은 여래의 동복(童僕)이 되어 밀교행자의 봉사자가 되려는 서원(誓願)에 의거한 것이다.
조상(造像)에 있어서는 히말라야 산록을 뛰어다니는 목동을 모델로 했다고도 하며, 불상 중 가장 인도적(印度的)인 명왕부(明王部)의 대표격이다. 즉 7세기 후반 <대일경>이 성립되자, 이 부동명왕은 5대명왕(五大明王)의 주존(主尊)으로서의 지위를 확립했다.

## 같이 보기
- 명왕
- 애염명왕
- 호마 (의식)